# Ançã Futebol Clube
O Ançã Futebol Clube é um clube de futebol português sediado na vila de Ançã, Município de Cantanhede, no Distrito de Coimbra.
O seu historial e a forte base de adeptos fazem do Ançã um dos mais prestigiados clubes do Distrito de Coimbra.

## História
O Ançã Futebol Clube é uma Associação desportiva fundada em 1 de Maio de 1941 com a finalidade da prática desportiva, promoção cultural e recreativa dos seus sócios.
Ao longo da sua existência, além da militância
ininterrupta na Associação de Futebol de Coimbra com passagem pela 3ª Divisão Nacional de 1976 a 1980, no seu historial foi quatro vezes campeão distrital nas épocas 1975/1976, 1989/1990, 2003/2004 e 2009/2010, tendo sido vencedor pela primeira vez da Taça Associação Futebol de Coimbra na época 2010/2011. 
O Ançã Futebol Clube, como Associação interventiva na Freguesia, sempre pugnou por diversificar a oferta, para além da sua inerente vertente desportiva, desenvolveu também a componente recreativa e cultural com peças de teatro, festas recreativas, campos de férias para jovens, cicloturismo, etc. Atualmente a Associação tem vindo a perder esta componente que outros tempos desenvolvia, incidindo a sua prática nas modalidades desportivas e em particular o futebol. Modalidade desportiva, apaixonante por muitos, indiferente a outros, mas indiscutivelmente parte da história do Clube e da vida dos ançanenses. Foi praticada ao longo dos tempos no mítico “Campo de São Sebastião”, espaço alugado, bem como a sua sede também alugada, cujas condições se haviam deteriorado ao longo dos anos. Tudo isto levou, num âmbito de iniciativa, colaboração e dedicação de um grupo valioso de pessoas e instituições, aliadas à população se pudesse em 1997 pensar na aquisição do espaço do campo de futebol e área contígua e deste modo enriquecer o património do clube.
Em 1998 foi reparado o campo de futebol, incluindo balneários piso e vedação.
Neste mesmo ano foi iniciada a construção de um gimnodesportivo, concluído no ano de 2002 que passou a ser uma mais-valia e a nova sede do clube.
Em 2008, foi aceite por uma larga maioria de sócios, numa épica e muita concorrida Assembleia Extraordinária do Clube, a proposta da Câmara Municipal de Cantanhede que se traduziu na cedência efectiva da parcela de terreno onde se encontrava implantado o campo de futebol de São Sebastião, para ali edificar o Centro Educativo de Ançã (Escola Básica de Ançã), comprometendo-se o Município de Cantanhede em adquirir um terreno para a construção do Parque Desportivo do Ançã Futebol Clube.
Com algumas contrariedades por parte da Câmara Municipal na escolha do local e algum atraso na construção, passados 5 anos, a partir de Setembro de 2013, apesar da obra não estar concluída, o Ançã F C, passou a utilizar o seu novo Parque Desportivo com dois campos de relva sintética e finalmente ter todos os seus atletas, nos diversos escalões de futebol, reunidos no mesmo espaço. 
Atualmente o Ançã Futebol Clube, além da sua principal equipa de futebol, os séniores, a militar na Divisão de Honra, com excelentes classificações nos últimos campeonatos, tem aproximadamente 100 atletas nos escalões de Formação. Crianças e jovens dos 5 aos 18 anos, repartidos pelos diversos escalões e campeonatos da Associação Futebol de Coimbra, agora com melhores condições para a prática desportiva. Mantém ainda uma equipa de “velhas glórias” que nas suas deslocações relembram e avivam a memória do “Ferryaço”.
No momento atual, dois grandes objetivos do clube estão por concretizar: a conclusão do Parque Desportivo, bancada, balneários e zona envolvente, para nós imperativo de desenvolvimento e uma intervenção no recinto de jogo do gimnodesportivo e a sua própria requalificação.
Novos desafios estão lançados e motivadores de uma nova filosofia para o clube! 
Agora as crianças e jovens têm melhores condições para a prática desportiva, a causa, o propósito, a meta será sempre ir mais longe e potenciar o clube, torná-lo atrativo aos jovens de outras localidades e consolidar os escalões de Formação. Seria desejável que as gerações jovens se aproximassem e colaborassem num novo projeto para a coletividade.
Num colóquio para estudantes, na ilha da Madeira acerca de um derbi de futebol e da rivalilade entre clubes, um treinador finalizava a sua palestra dizendo ”… ama o teu clube, a tua terra, o teu país..!” Se nós amarmos verdadeiramente o que é nosso e sentirmos prazer em ajudar  e colaborar, o nosso Clube, as nossas Associações, a nossa Terra será sempre melhor!
No contexto atual, a ambição do clube não pode passar só pela aproximação dos Ançanenses, deve através de uma prática desportiva diversificada e abrangente, alargar a novos horizontes. 

## Ligas
- 1976-1977 - Terceira Divisão.
- 1977-1978 - Terceira Divisão.
- 1978-1979 - Terceira Divisão.
- 1979-1980 - Terceira Divisão.
- 1982-1983 - Terceira Divisão.
- 2005-2006 - Divisão de Honra da Associação de Futebol de Coimbra.
- 2006-2007 - Divisão de Honra da Associação de Futebol de Coimbra.
- 2007-2008 - Divisão de Honra da Associação de Futebol de Coimbra.
- 2008-2009 - Divisão de Honra da Associação de Futebol de Coimbra.
- 2009-2010 - 1ª Divisão da Associação de Futebol de Coimbra.
- 2010-2011 - Divisão de Honra da Associação de Futebol de Coimbra.
- 2011-2012 - Divisão de Honra da Associação de Futebol de Coimbra.

## Histórico
|                  | Nº Presenças | Títulos |
| ---------------- | ------------ | ------- |
| Temporadas na 3ª | 5            | 0       |
| Taça AF Coimbra  | ?            | 2       |
| Taça de Portugal | 5            | 0       |

## Campo de jogos
- Parque Desportivo de Ançã